# I округ Парижа
I округ Парижа (фр. 1er arrondissement de Paris или фр. Arrondissement du Louvre) — один из 20 муниципальных округов Парижа. Назван в честь расположенного на его территории Лувра; в просторечии парижане называют округ le premier («первый»). Вместе со II-м, III-м и IV-м округами образует 1-й сектор Парижа, также известный как Париж-Центр.

## География

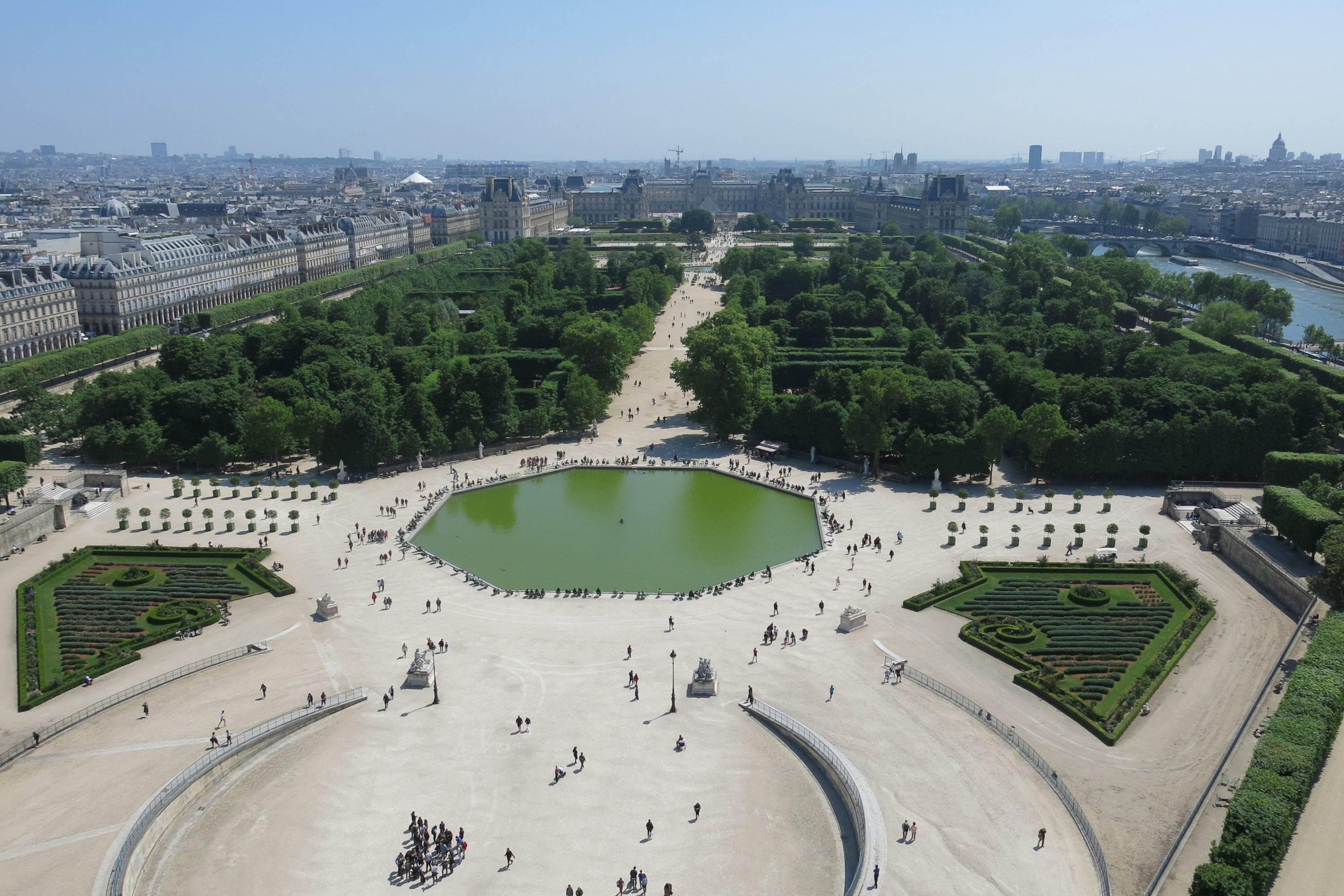
Сад Тюильри

1-й парижский округ расположен главным образом на правом берегу реки Сена, но включает в себя западную часть острова Сите. Площадь округа составляет 183 га, таким образом он является одним из самых маленьких округов Парижа. На севере 1-й округ граничит со 2-м округом, на западе — с 8-м, на юге (противоположный берег) — с 6-м и 7-м, на востоке — с 3-м и 4-м муниципальными округами.
В состав округа входят исторические кварталы Ришелье и Сент-Оппортюн.

## История

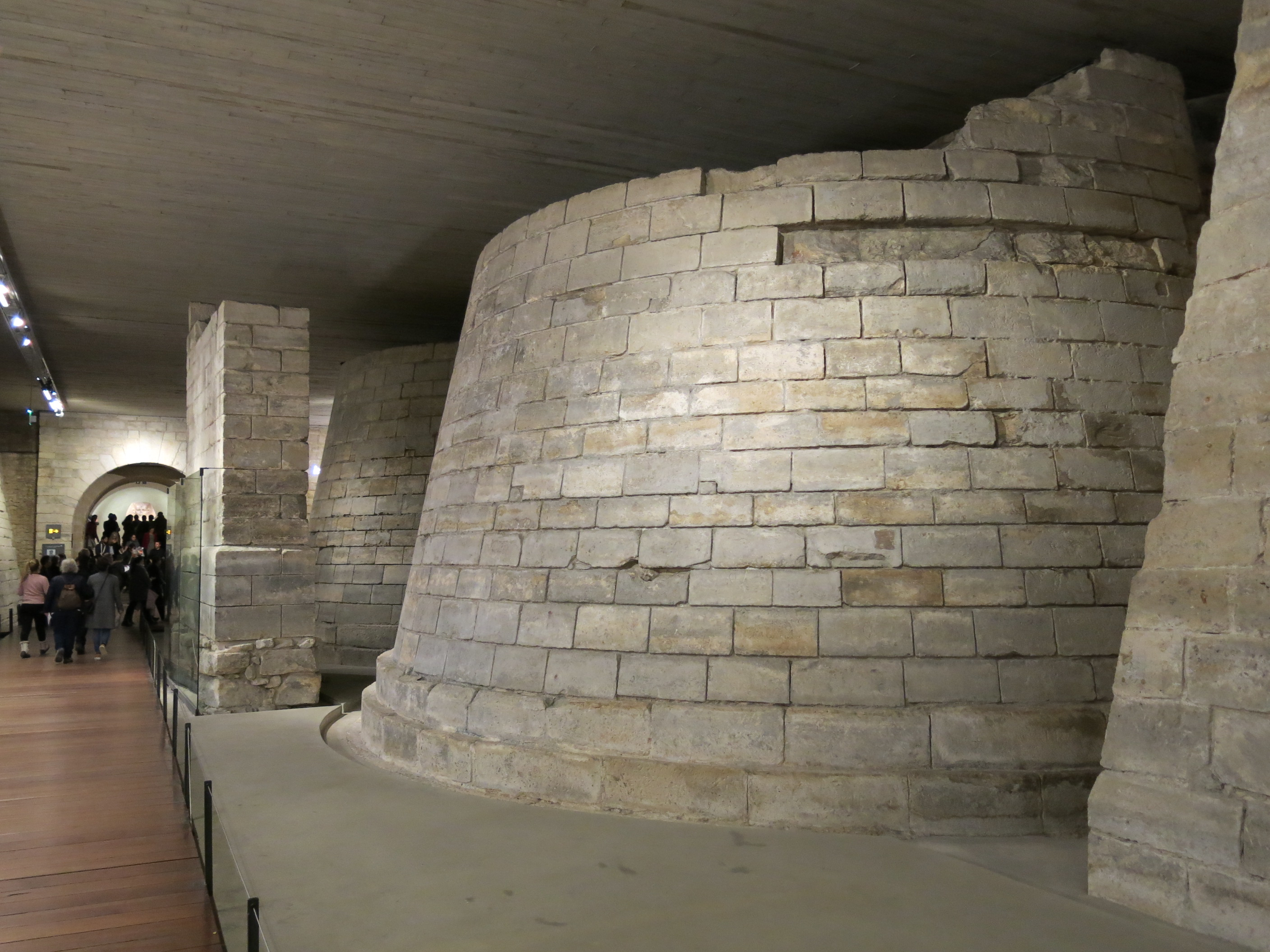
Башня ворот средневекового Лувра

I округ Парижа является одним из старейших районов города: на острове Сите в древности располагалась кельтская Лютеция, завоеванная римлянами в 52 году до н. э. Современный квартал Ле-Аль берёт своё начало в эпоху раннего Средневековья; позже на его территории появились кладбище Невинных и городской рынок Шампо. В правление короля Филиппа II Августа на правом берегу Сены для укрепления городской стены был построен Замок Лувр (его сносили поэтапно между 1528 и 1660 годами, чтобы освободить место для расширенного королевского дворца Лувр). Король Людовик IX возвёл при дворце часовню Сент-Шапель.
В 1639 году по велению влиятельного кардинал Ришельё рядом с Лувром был построен дворцово-парковый комплекс, позже ставший известным как Пале-Рояль. В 1699 году по проекту архитектора Жюля Ардуэн-Мансара была создана Вандомская площадь. При императоре Наполеоне I от площади Согласия до Пале-Рояль была проложена «образцовая» улица Риволи. В 1871 году парижскими коммунарами был сожжён дворец Тюильри, примыкавший к Лувру. В 1900 году в округе открылась первая линия парижского метрополитена.
В 1977 году на месте центрального рынка Ле-Аль («Чрево Парижа») открылся огромный транспортный узел Шатле — Ле-Аль, а в 1979 году рядом с ним — торговый центр (в 2010 году он был снесён и позже перестроен в современный торгово-развлекательный комплекс Forum des Halles).

## Население
По переписи 1999 года население 1-го округа составило 16 888 человек при плотности населения 9 228 чел/км². Таким образом здесь проживает примерно 0,8 % населения Парижа.
В 2021 году численность населения округа составила 15 919 человек, плотность — 8 699 чел/км². На пересечении улиц Сент-Анн и Терез расположен азиатский квартал, известный как «Маленький Токио» (здесь проживает небольшая японская и корейская диаспора).
| Год  | Население |
| ---- | --------- |
| 1861 | 89 519    |
| 1962 | 36 543    |
| 1968 | 32 332    |
| 1975 | 22 793    |
| 1982 | 18 509    |
| 1990 | 18 360    |
| 1999 | 16 888    |

## Административное деление
В состав 1-го округа входят четыре квартала:
| № | Квартал                                                       | Население | Площадь (га) | Плотность населения (чел/км²) |
| - | ------------------------------------------------------------- | --------- | ------------ | ----------------------------- |
| 1 | Сен-Жермен-л’Оксеруа (фр. Quartier Saint-Germain-l’Auxerrois) | 1 670     | 87,1         | 1 917                         |
| 2 | Аль (фр. Quartier Les Halles)                                 | 8 980     | 41,2         | 21 796                        |
| 3 | Пале-Руаяль (фр. Quartier Palais-Royal)                       | 3 190     | 27,9         | 11 434                        |
| 4 | Пляс-Вандом (фр. Quartier Place Vendôme)                      | 3 040     | 27           | 11 259                        |

## Органы местного управления

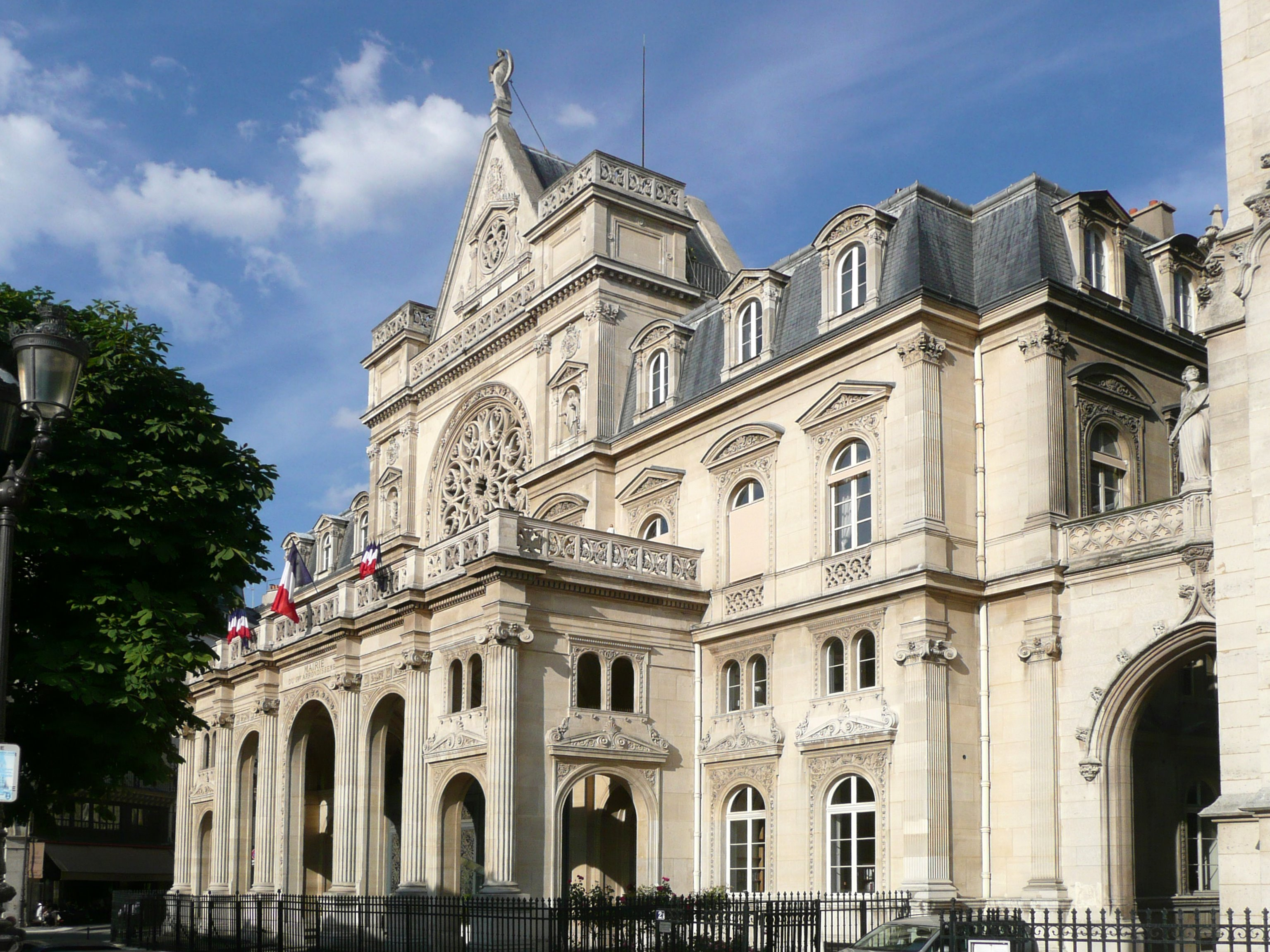
Мэрия I округа

В апреле 2014 года мэром округа в очередной раз был переизбран представитель партии Союз за народное движение Жан-Франсуа Легаре́. В 2020 году мэром 1-го сектора Парижа (Париж-Центр) был избран социалист Ариэль Вейль, до этого возглавлявший 4-й округ столицы.
- Адрес мэрии: 4, площадь Лувра[фр.]

## Государственные учреждения
В округе базируются:

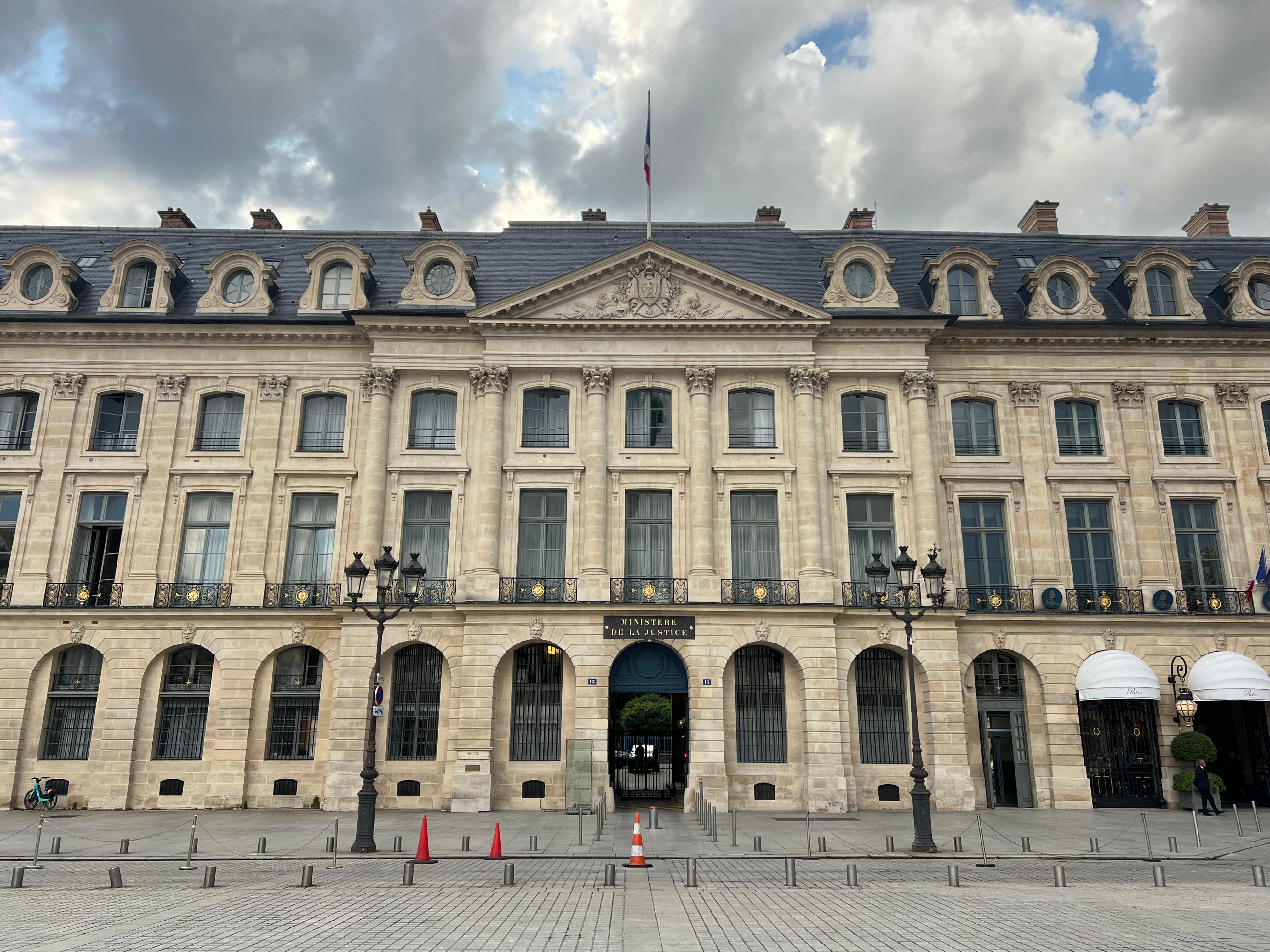
Министерство юстиции

- Министерство культуры Франции[фр.]
- Министерство юстиции Франции
- Кассационный суд Франции[фр.]
- Государственный совет Франции
- Конституционный совет Франции
- Трибунал по конфликтам[фр.]
- Апелляционный суд Парижа[фр.]
- Счётная палата Франции
- Верховный совет государственных финансов[фр.]
- Банк Франции
- Эмиссионный институт заморских департаментов Франции
- Национальное жилищное агентство[фр.]
- Бригада розыска и реагирования

## Экономика и транспорт

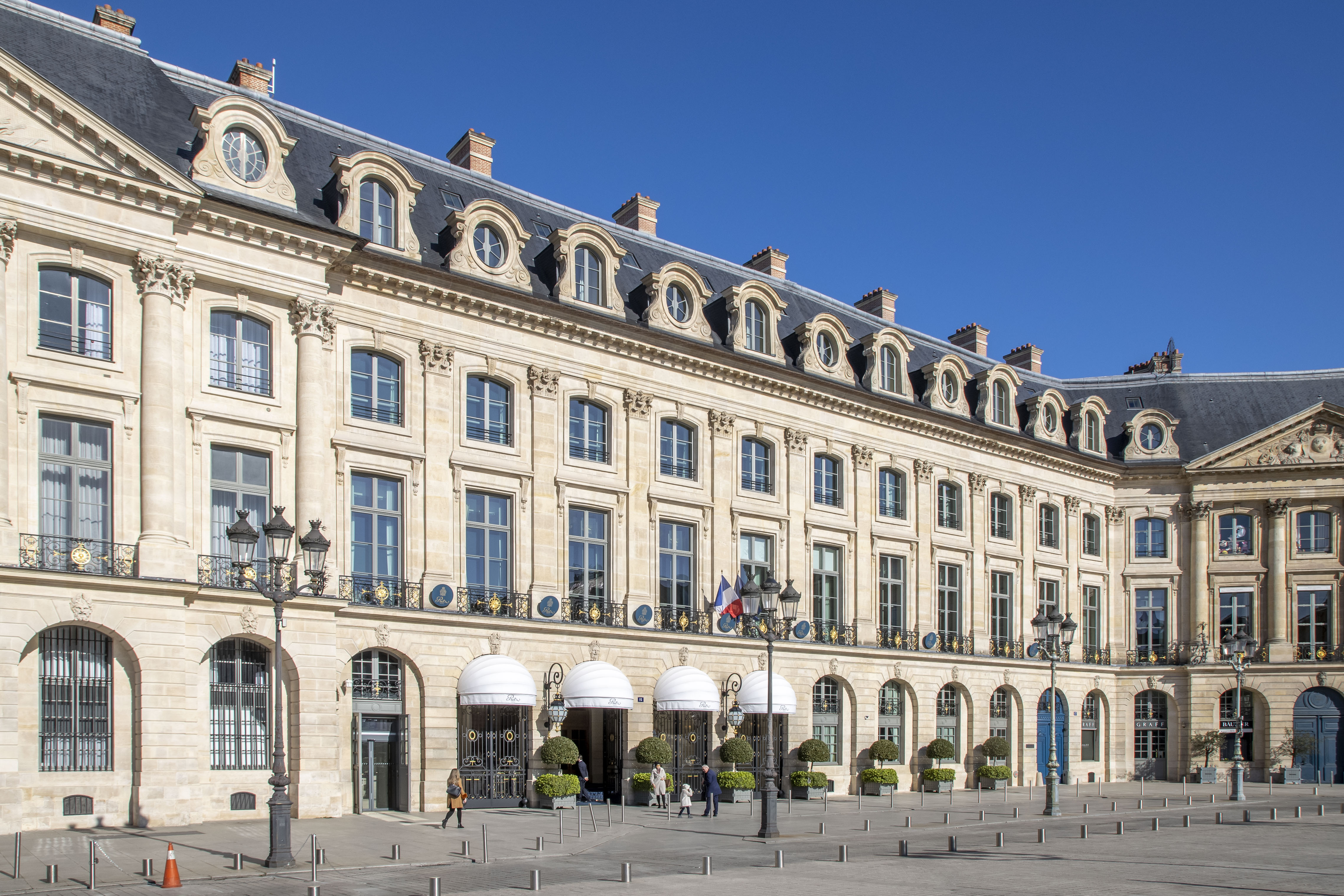
Hôtel Ritz Paris

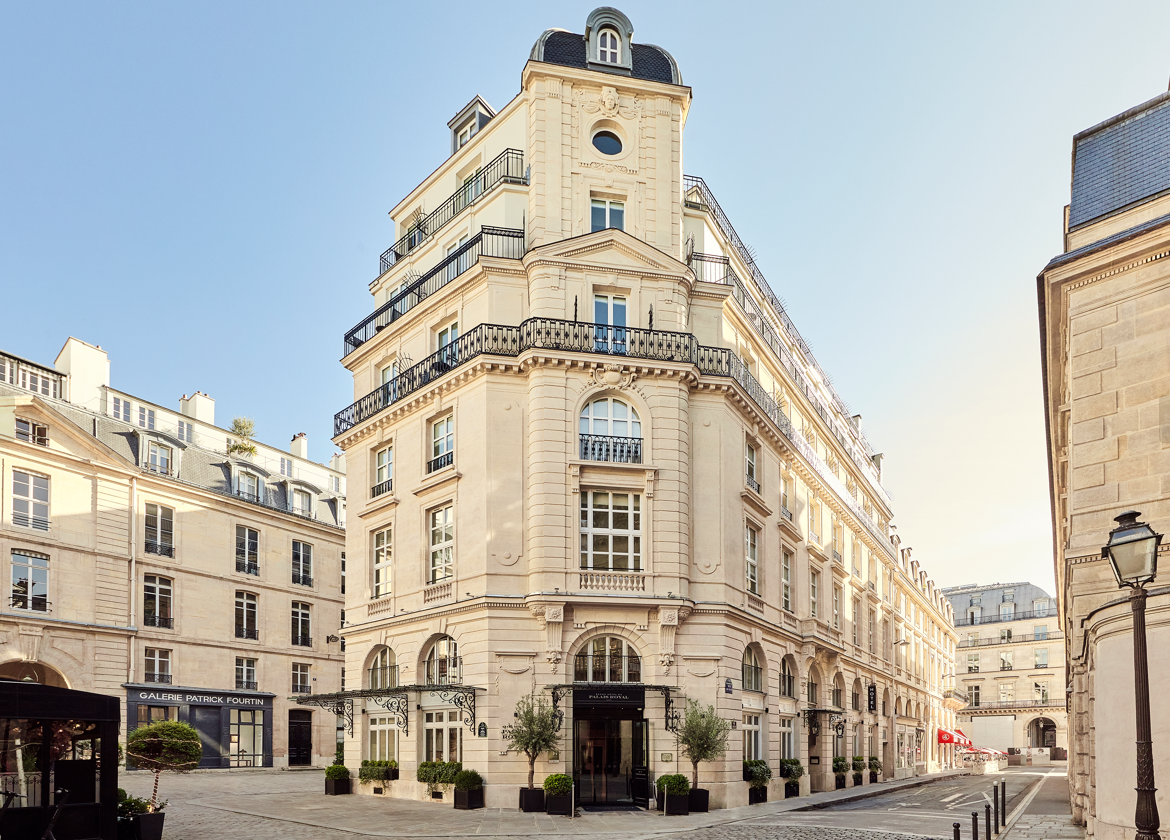
Grand Hôtel du Palais Royal

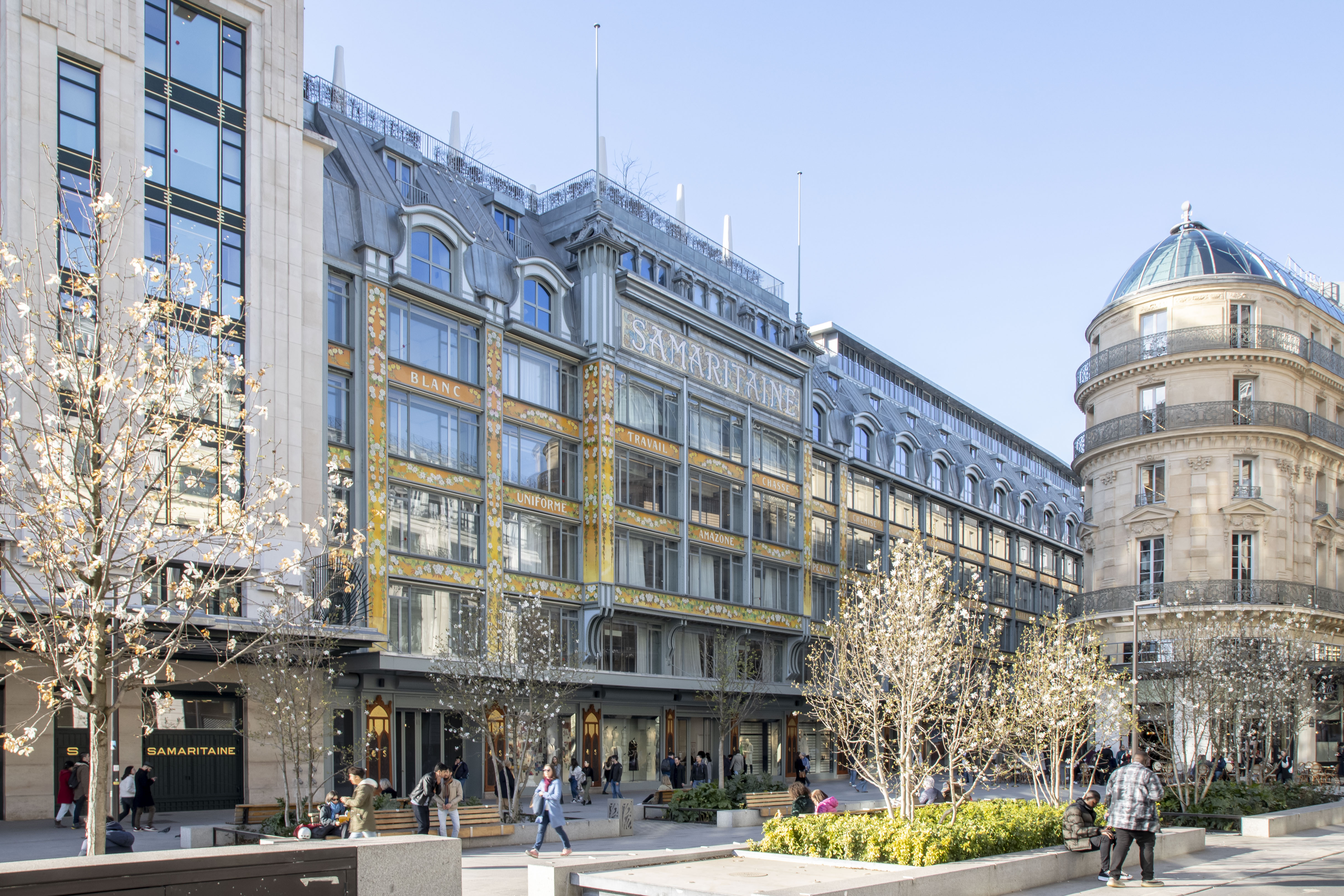
La Samaritaine

В округе преобладает сфера услуг, в том числе розничная торговля, общественное питание, туризм, транспортные, деловые и финансовые услуги (включая юридические, консалтинговые, бухгалтерские, инженерные и дизайнерские услуги). Из-за высокой арендной платы коммерческая недвижимость (офисы, гостиницы, магазины, рестораны, салоны красоты и кабинеты врачей) часто вытесняет жилую недвижимость.
В округе расположены фешенебельные гостиницы Hôtel Ritz Paris, Hotel Costes, Mandarin Oriental Paris, Le Meurice, Westin Paris Vendôme, Cheval Blanc Paris, Grand Hôtel du Palais Royal, Hôtel du Louvre, Hôtel Regina, Burgundy Paris, 1, Place Vendôme, Castille Paris, Renaissance Paris Vendome, Nolinski Paris, Le Roch Hotel & Spa, Hôtel Madame Rêve, Château Voltaire и Maison Albar Le Pont-Neuf.
В округе находятся крупнейший в Париже торговый центр Forum des Halles, торговый центр Carrousel du Louvre и универмаг La Samaritaine. На Вандомской площади, а также на улицах Риволи, Сент-Оноре и Даниель Казанова сконцентрированы модные магазины и бутики. К улице Сент-Оноре примыкает небольшой торговый пассаж Le Village Royal. Пешеходная улица Ломбар известна своими джаз-клубами и гей-барами.
Кроме того, в 1-м округе расположены штаб-квартиры инвестиционных компаний Antin Infrastructure Partners, Ardian и Arcole, компании по управлению активами Carmignac Gestion, ювелирного дома Chaumet, дома моды Charvet, производителя товаров для декора Pierre Frey, компании в сфере искусственного интеллекта Mistral AI, гостиничной сети Evok Collection, филателистического издательства Cérès Philatélie, книжных издательств Descartes & Cie и La Découverte, производителей чемоданов и сумок Goyard St-Honore и Moynat, производителя медалей Maison Bacqueville, а также Центральное почтовое отделение Лувра, офисы банков и фирм Santander, JPMorgan и Jones Day, выставочный центр Crémerie de Paris.
Азиатский квартал «Маленький Токио», ограниченный авеню Опера, улицей Ришелье и улицей Пети-Шам, известен своими японскими и корейскими ресторанами, барами, кондитерскими, булочными, продуктовыми, сувенирными и книжными магазинами, туристическими агентствами.

### Метрополитен

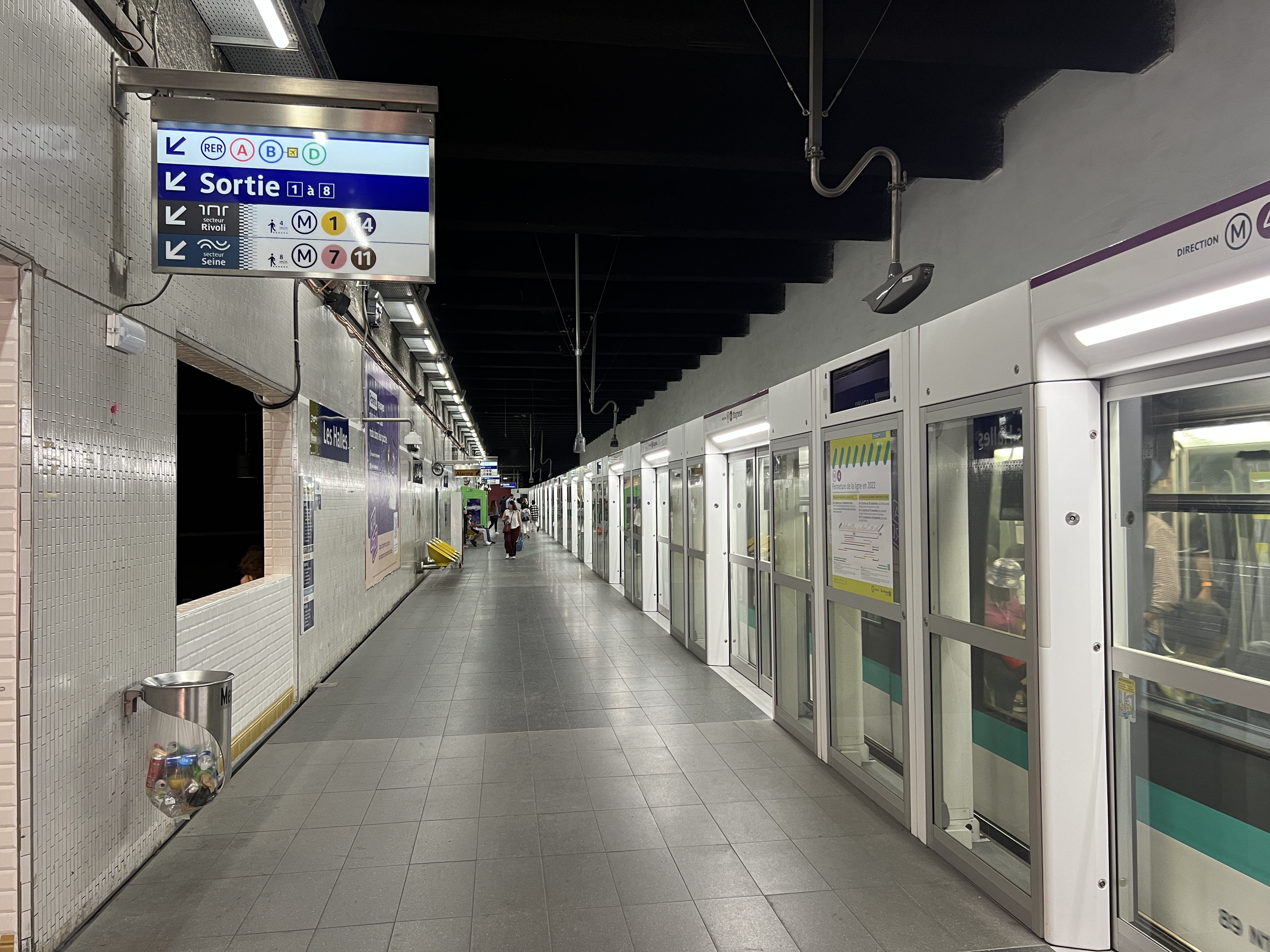
Станция метро Ле-Аль

I округ Парижа обслуживают следующие линии метрополитена:
- Линия 1
- Линия 4
- Линия 7
- Линия 8
- Линия 11
- Линия 12
- Линия 14

### RER

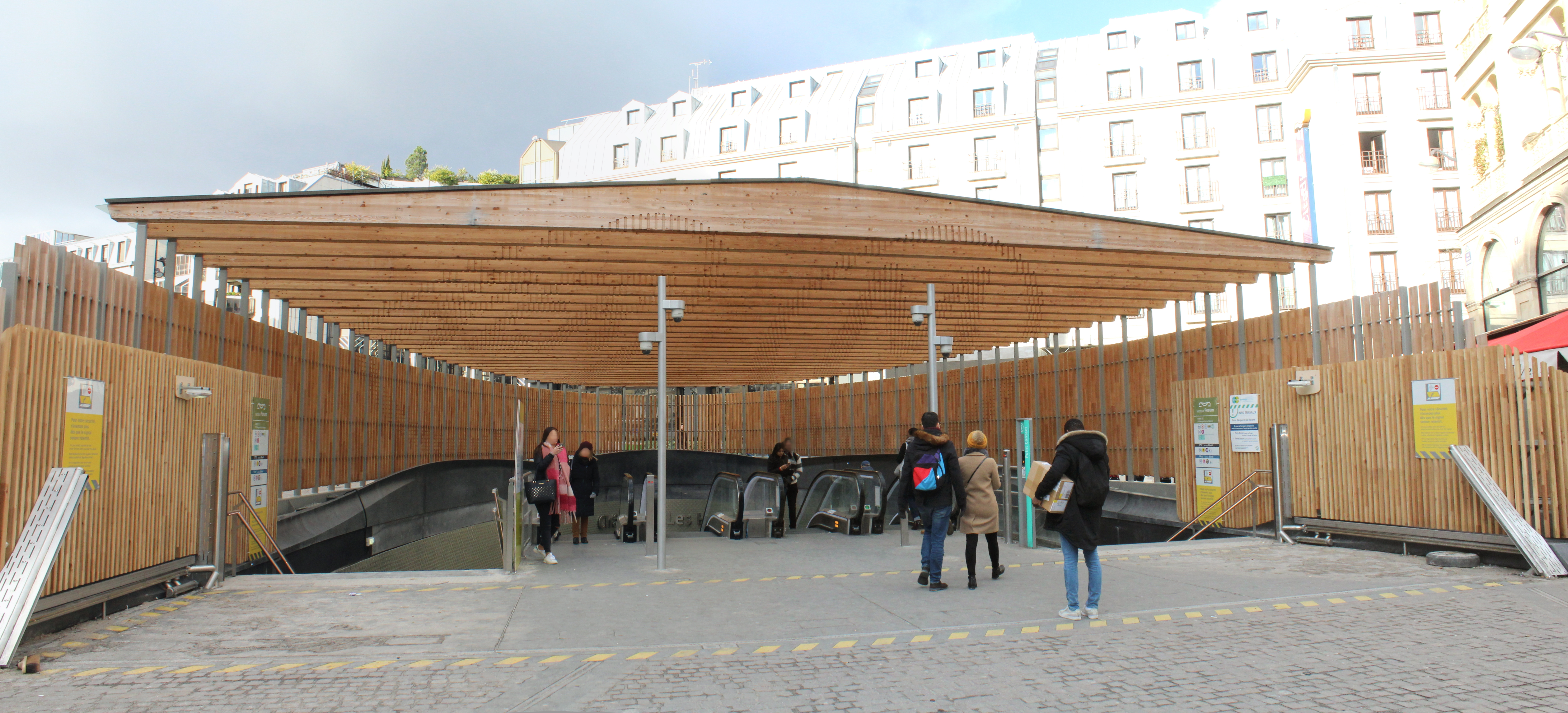
Выход с подземных платформ вокзала Шатле — Ле-Аль

Вокзал Шатле — Ле-Аль обслуживает три линии RER, которые соединяют Париж с пригородами:
- Линия A
- Линия B
- Линия D

### Площади и улицы
- Площадь Шатле
- Вандомская площадь
- Площадь Дофина
- Площадь Каррузель
- Площадь Побед
- Площадь Лувра
- Севастопольский бульвар
- Бульвар Мадлен
- Авеню Опера
- Улица Риволи
- Улица Сент-Оноре
- Улица Лувр
- Улица Ришелье
- Улица Камбон
- Улица Этьена Марселя
- Улица Пети-Шам

## Культура

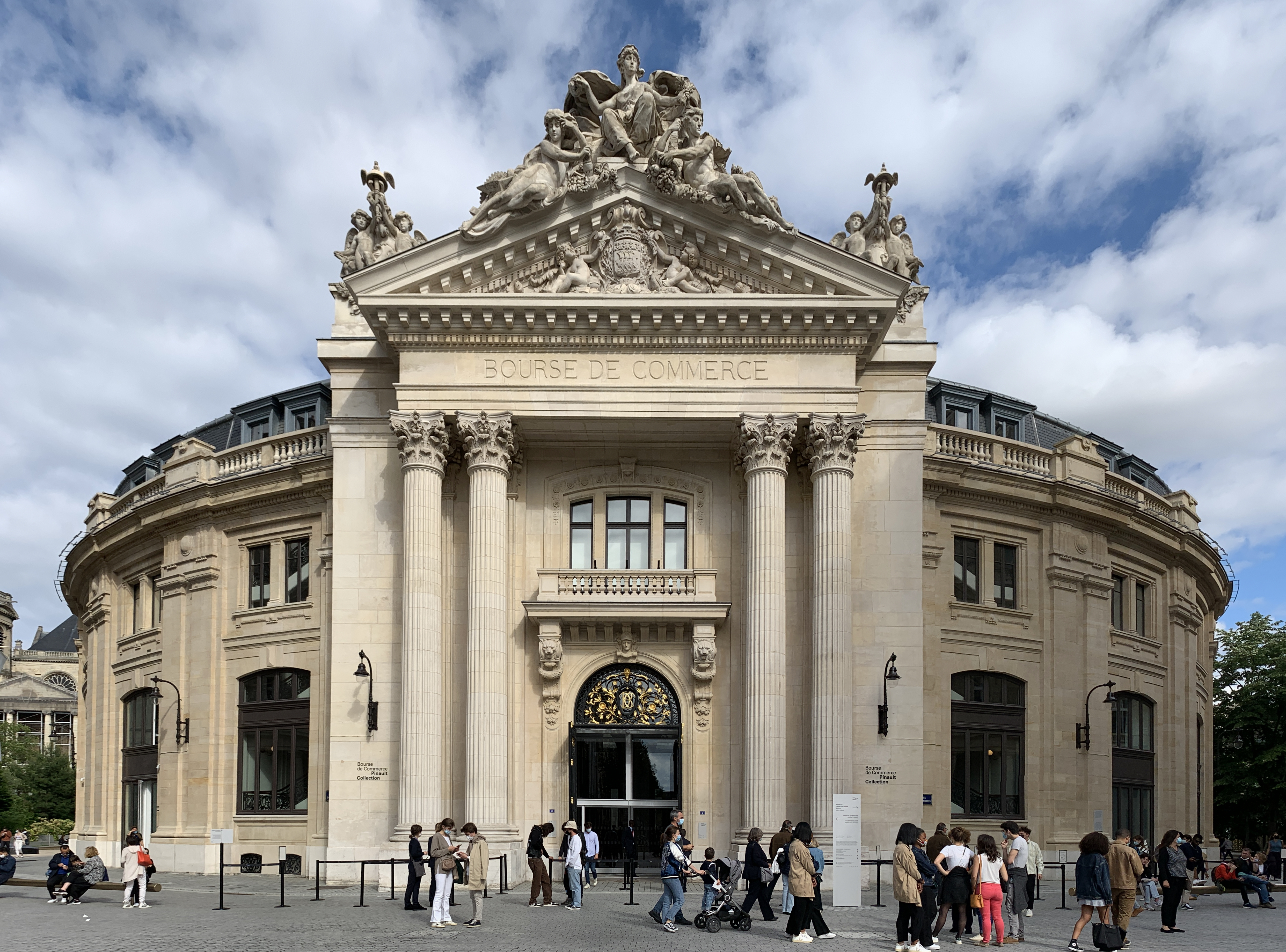
Здание торговой биржи, в котором размещается Коллекция Франсуа Пино

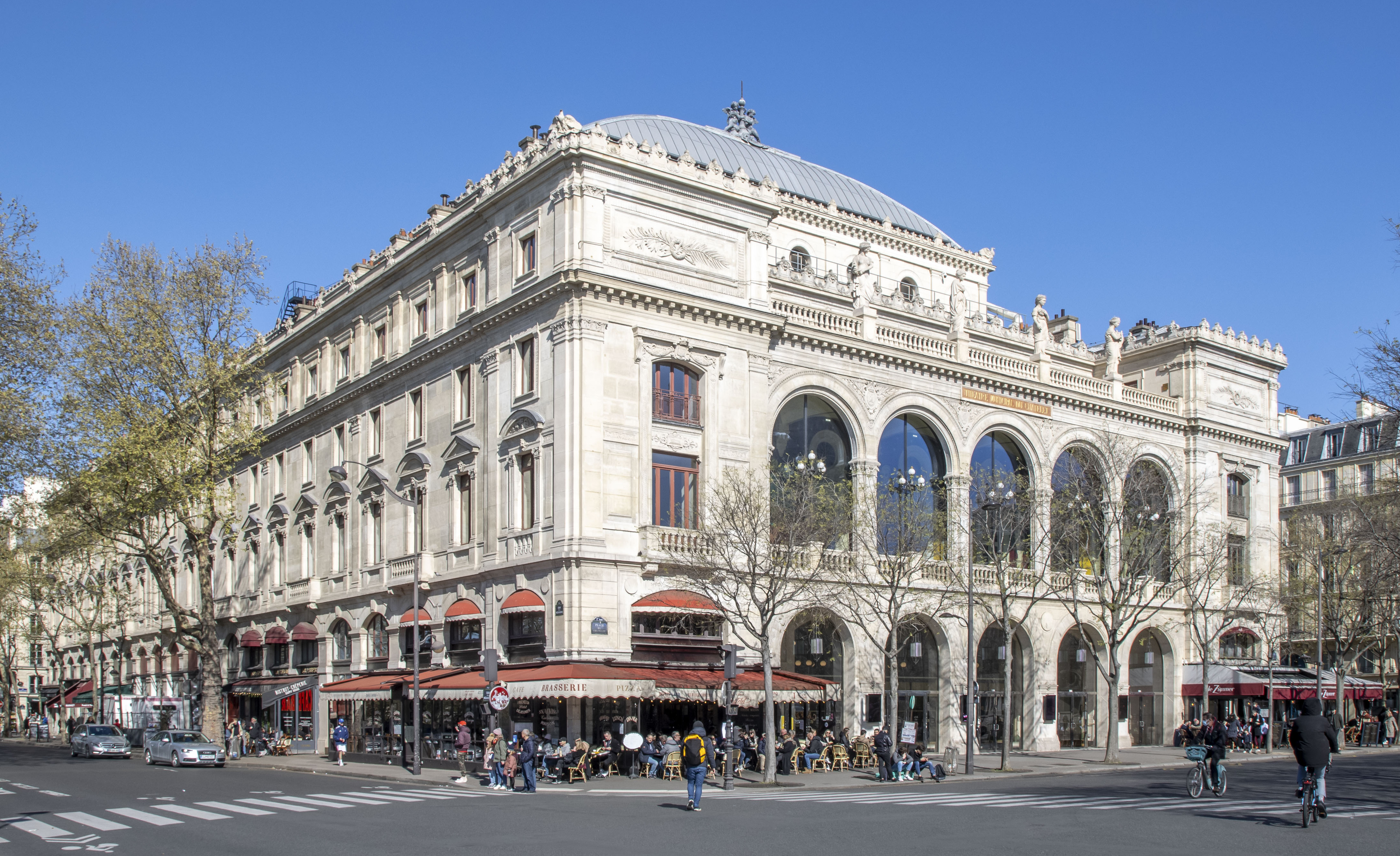
Театр Шатле

В I округе расположено несколько знаменитых музеев, библиотек и театров Парижа:
- Музей Лувра
  - Музей декоративного искусства
  - Музей рекламы
  - Музей моды и текстиля[фр.]
- Музей Оранжери
- Национальная галерея Же-де-Пом[фр.]
- Коллекция Франсуа Пино
- Культурный центр 59 Риволи[фр.]
- Культурный центр Ля Пляс[фр.]
- Форум изображений[фр.]
- Кинотека Франсуа Трюффо[фр.]
- Парижская музыкальная медиатека[фр.]
- Медиатека Канопи[фр.]
- Парижский музей адвокатуры[фр.]
- Музей трав[фр.]
- Музей голографии[фр.]
- Музей иллюзий
- Комеди Франсез
- Театр Шатле
- Театр Пале-Рояль
- Концертный зал Дешаржер[фр.]
- Мультиплекс UGC Ciné Cité Les Halles[фр.]

## Образование и наука
- Школа Лувра
- Школа Нотр-Дам-Сен-Рок
- Колледж Жан-Батиста Поклена
- Парижская высшая школа драматического искусства[фр.]

## Достопримечательности

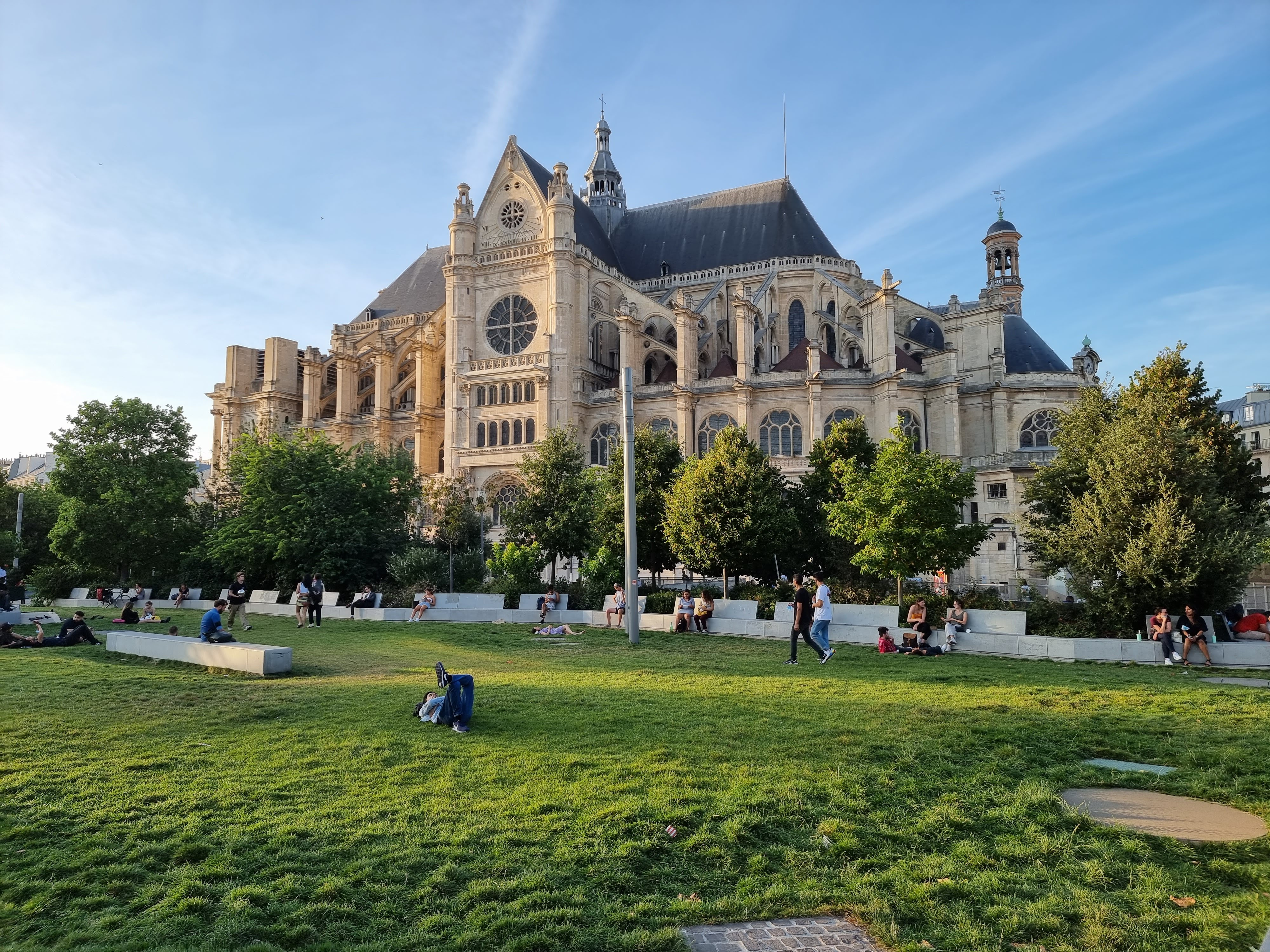
Церковь Сент-Эсташ

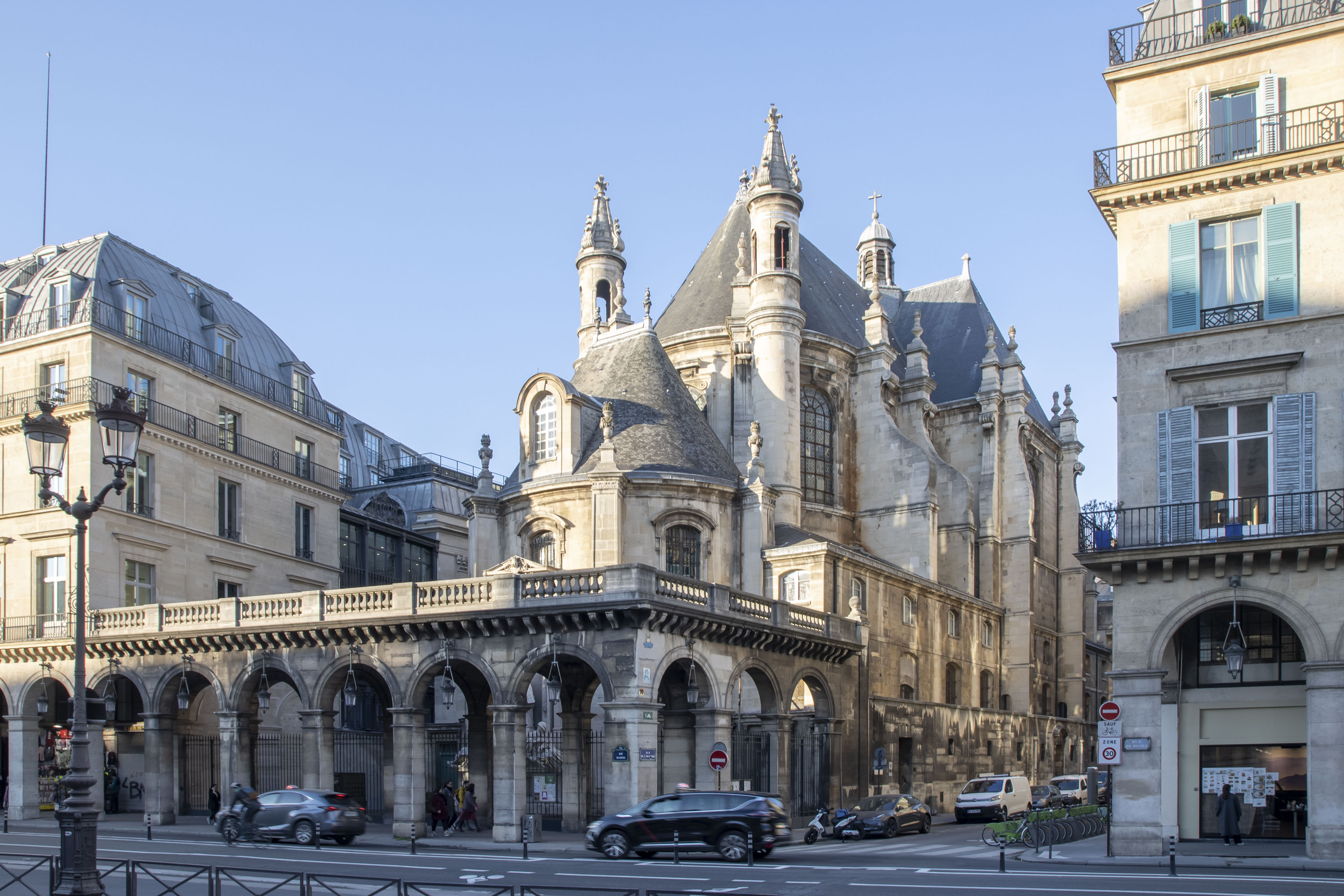
Оратуар-дю-Лувр

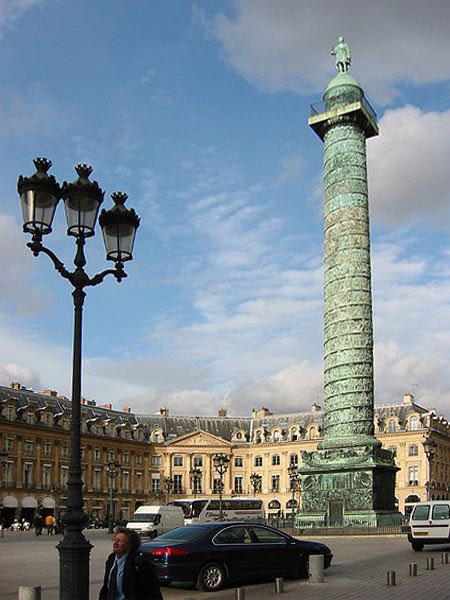
Вандомская колонна. На заднем плане — отель Ритц

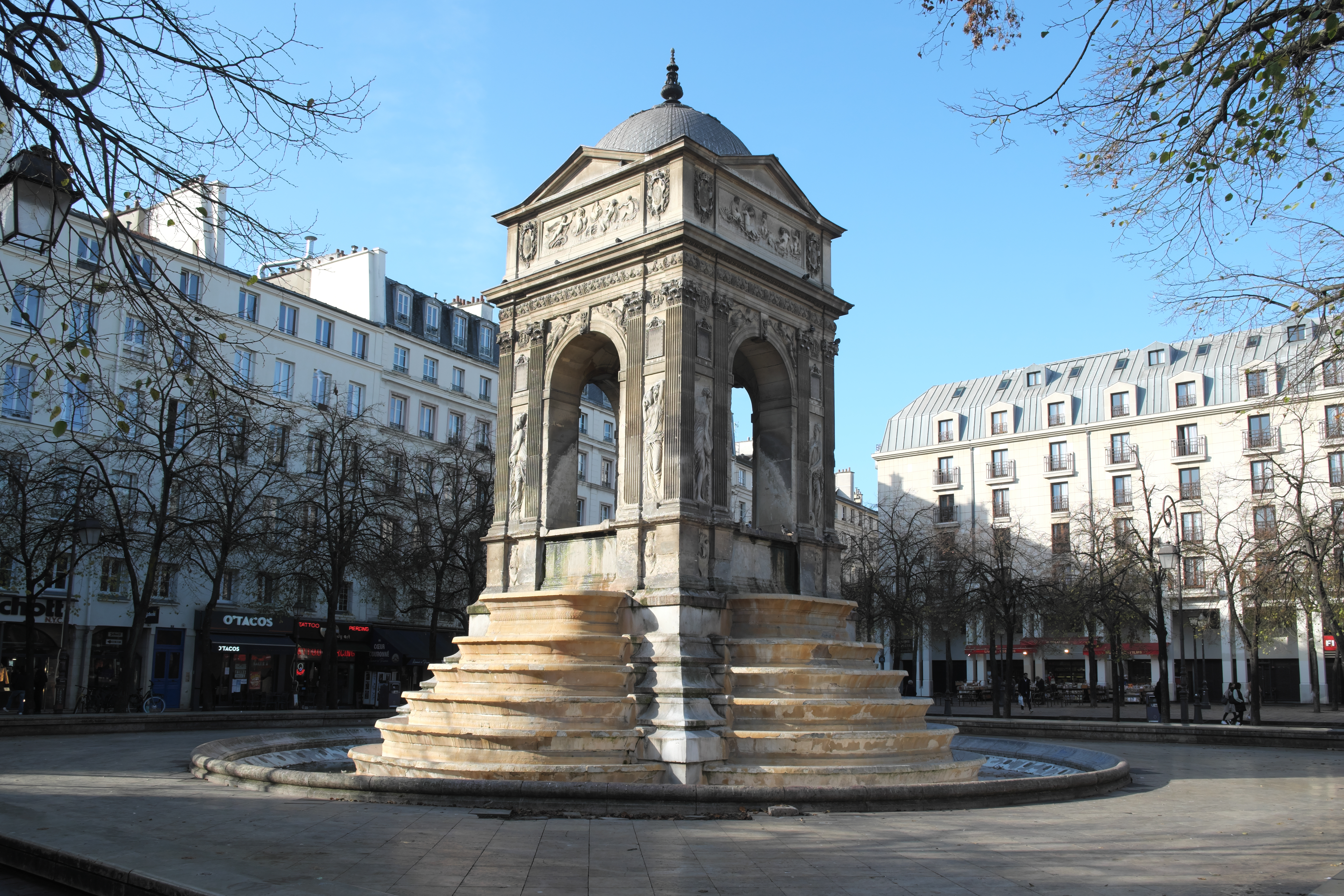
Фонтан невинных

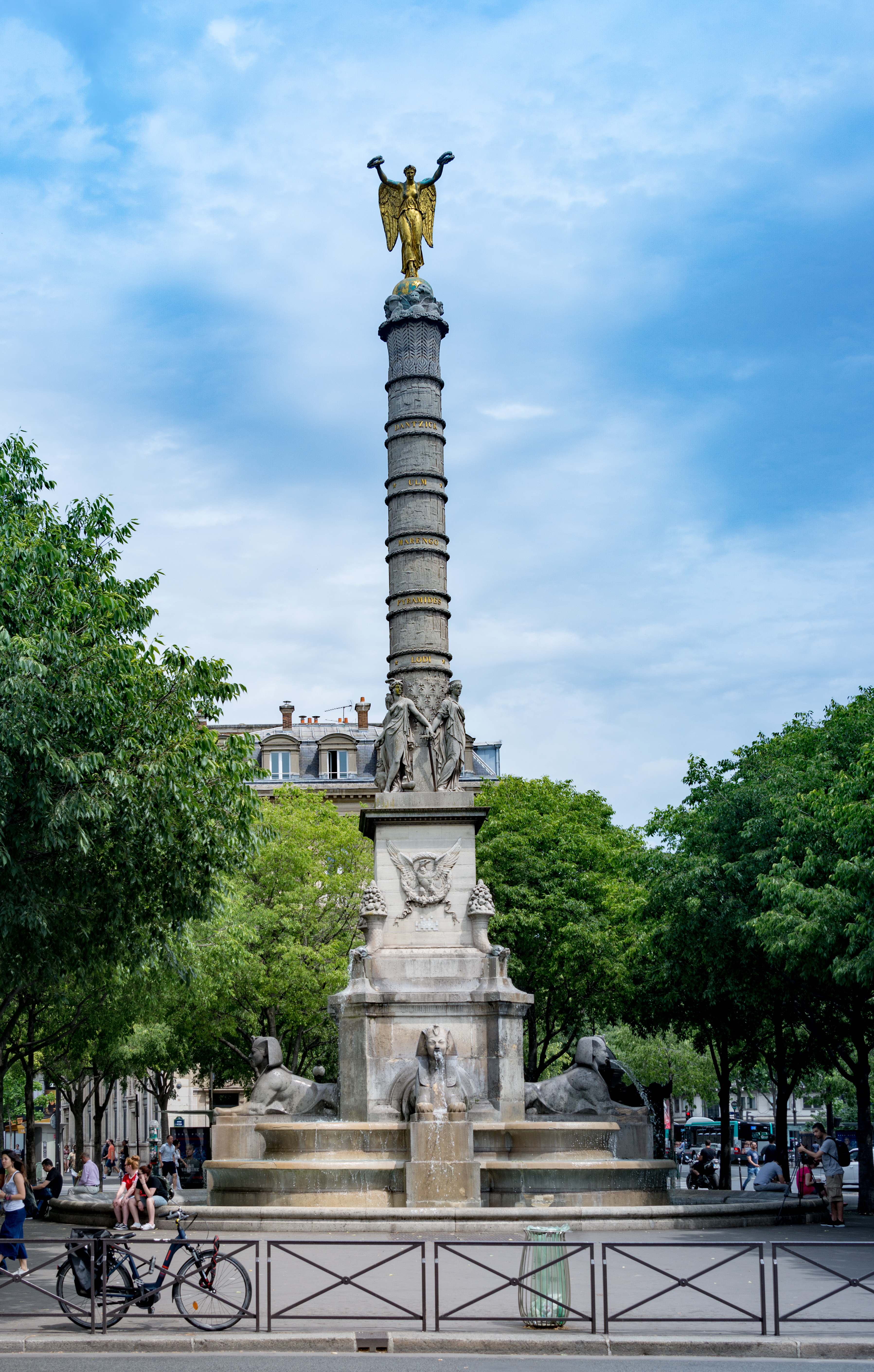
Пальмовый фонтан

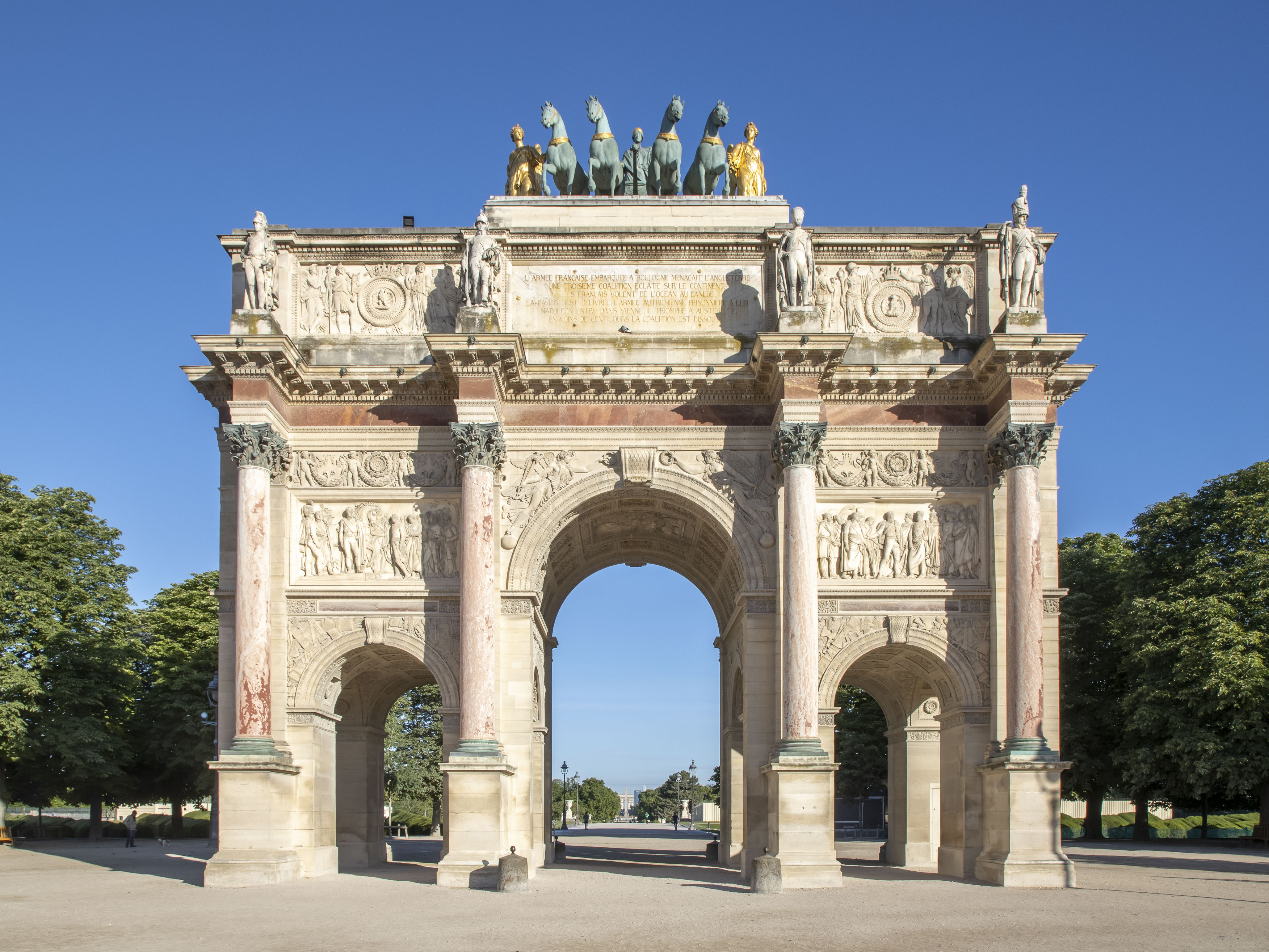
Арка на площади Каррузель

В округе расположено несколько исторических дворцов и множество частных особняков (hôtel particulier).

### Дворцы и особняки
- Луврский дворец
  - Пирамида Лувра
- Дворец Правосудия
- Замок Консьержери
  - Часовая башня дворца Сите[фр.]
- Дворец Пале-Рояль
- Дворец Камбон
- Отель Тулуз
- Отель Бурвалле[фр.]
- Отель Ля-Фар[фр.]
- Отель Ле-Ба-де-Монтаржи[фр.]
- Отель Парабер[фр.]
- Отель Сегюр[фр.]
- Отель Батай-де-Франсез
- Отель Вилльмаре[фр.]
- Отель Бодар де Сен-Джеймс[фр.]
- Отель Эвре[фр.]
- Отель Бофран[фр.]
- Отель Буллонь[фр.]
- Отель Люлли[фр.]
- Отель Бауэн-де-Перез[фр.]
- Отель Буллион[фр.]
- Отель Сен-Флорентен[фр.]
- Отель Шарлемань[фр.]

### Храмы
- Сент-Шапель
- Церковь Сент-Эсташ
- Церковь Сен-Лё-Сен-Жиль
- Церковь Сен-Рок
- Церковь Сен-Жермен-л’Осеруа
- Польская церковь Нотр-Дам-де-л’Ассомпсьон[фр.]
- Протестантская церковь Оратуар-дю-Лувр[фр.]

### Арки и колонны
- Арка на площади Каррузель
- Вандомская колонна
- Колонна Медичи
- Колонны «Два уровня»

### Фонтаны
- Фонтан невинных
- Фонтаны театра Франсэ[фр.]
- Пальмовый фонтан[фр.]
- Фонтан Мольера[фр.]
- Фонтан во дворе на улице Лувр[фр.]
- Фонтан Круа-дю-Трауар[фр.]
- Фонтан Пшеничного зала[фр.]
- Фонтаны сада Тюильри[фр.]

### Мосты
- Новый мост
- Мост Сен-Мишель
- Мост Менял
- Мост Искусств
- Мост Каррузель
- Мост Руаяль
- Мост Леопольда Седара Сенгора

### Парки и сады
- Сад Тюильри
- Сад Каррузель[фр.]
- Сад инфанта[фр.]
- Сад Пале-Рояль[фр.]
- Сад Нельсона Манделы[фр.]
- Мемориальный сад Сен-Бартелеми[фр.]
- Парк Рив-де-Сен[фр.]
- Сквер Вер-Галант[фр.]

### Другие

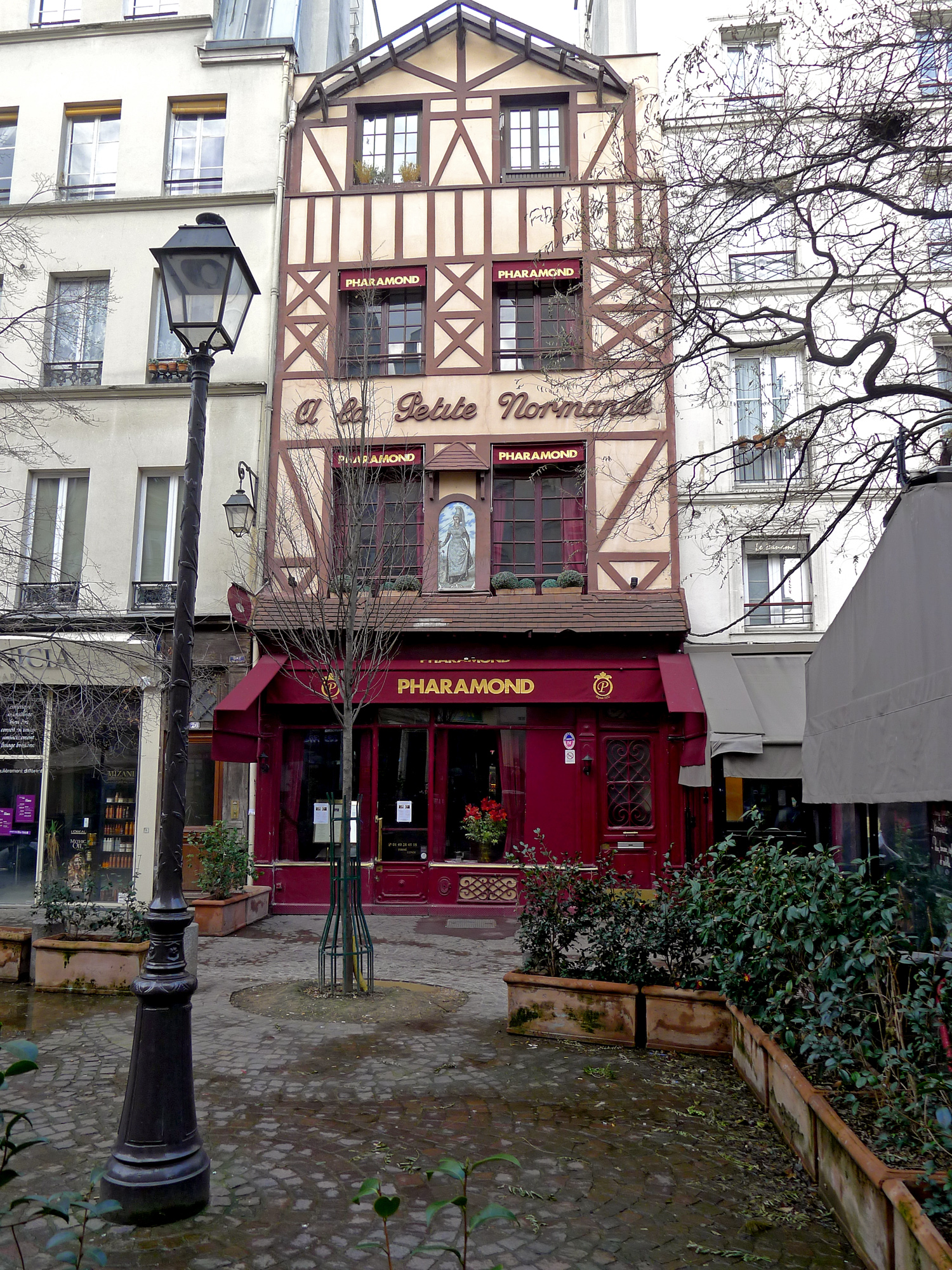
Ресторан Pharamond

- Парижская торговая биржа
- Отель Риц
- Отель Кост
- Универмаг La Samaritaine
- Магазин О-Ганье-Пети[фр.]
- Галерея Веро-Дода[фр.]
- Пассаж двух павильонов[фр.]
- Книжный магазин Librairie Delamain[фр.]
- Ресторан Le Grand Véfour[фр.]
- Ресторан Au chien qui fume[фр.]
- Ресторан L'Escargot Montorgueil[фр.]
- Ресторан Pharamond[фр.]
- Брассери Le Zimmer[фр.]
- Конная статуя Генриха IV
- Конная статуя Людовика XIV[фр.]
- Конная статуя Жанны д'Арк[фр.]

## Спорт
- Бассейн Сюзанны Берлиу[фр.]

## В искусстве
В I округе Парижа происходили съёмки следующих фильмов и сериалов: «Мужские разборки» (1955), «Любовь после полудня» (1957), «Жижи» (1958), «Мегрэ расставляет силки» (1958), «Любите ли вы Брамса?» (1961), «Клео от 5 до 7» (1962), «Дьявол и десять заповедей» (1962), «Нежная Ирма» (1963), «Фантомас» (1964), «Убийца в спальном вагоне» (1965), «Большая прогулка» (1966), «Ночь генералов» (1967), «Самурай» (1967), «Супермозг» (1969), «Последнее известное место жительства» (1970), «Последнее танго в Париже» (1972), «Полицейский» (1972), «Приключения раввина Якова» (1973), «Побег» (1978), «Бум» (1980), «Ночи полнолуния» (1984), «Одиночка» (1987), «Любовники с Нового моста» (1991), «Все утра мира» (1991), «Высокая мода» (1994), «Полное затмение» (1995), «Известные старые песни» (1997), «Вандомская площадь» (1998), «Ватель» (2000), «Бельфегор — призрак Лувра» (2001), «Правда о Чарли» (2002), «Арсен Люпен» (2004), «Долгая помолвка» (2004), «Ангел-А» (2005), «Крёстные отцы» (2005), «Молодой лейтенант» (2005), «Не говори никому» (2006), «Код да Винчи» (2006), «Мария-Антуанетта» (2006), «Диалог с моим садовником» (2007), «Мистер Бин на отдыхе» (2007), «Женщины-агенты» (2008), «Заложница» (2008), «13-й район: Ультиматум» (2009), «Коко до Шанель» (2009), «Рай на Западе» (2009), «Необычайные приключения Адель» (2010), «Из Парижа с любовью» (2010), «Турист» (2010), «Любовь живёт три года» (2011), «Шутки в сторону» (2012), «9 месяцев строгого режима» (2013), «Пена дней» (2013), «Анна» (2019), «Эмили в Париже» (2020—2024), «Люпен» (2021—2023).